# Cégep de Sherbrooke
Pour les articles homonymes, voir Sherbrooke (homonymie).
Le Cégep de Sherbrooke est un collège d'enseignement général et professionnel d'environ 6 500 étudiants. Le Cégep est situé à Sherbrooke, au Québec, sur la rue du Cégep (anciennement nommée rue du Parc), et est divisé en huit pavillons.

## Historique
Le Cégep est créé le 15 mai 1968 (par décret ministériel), sous le nom de Collège de Sherbrooke et compte alors à son actif 1 300 étudiants et étudiantes. La première réunion du conseil d'administration, qui est alors composé de 5 membres, a lieu le 3 juin 1968. Dès 1968, il est responsable d'administrer le Campus de Granby : les deux institutions collégiales se sépareront en 1977. Cette même année, le Collège de Sherbrooke accuse un important déficit de 687 000 $ : le Campus de Granby remet donc une somme 120 000 $ pour payer sa juste part et jouir de son autonomie financière.

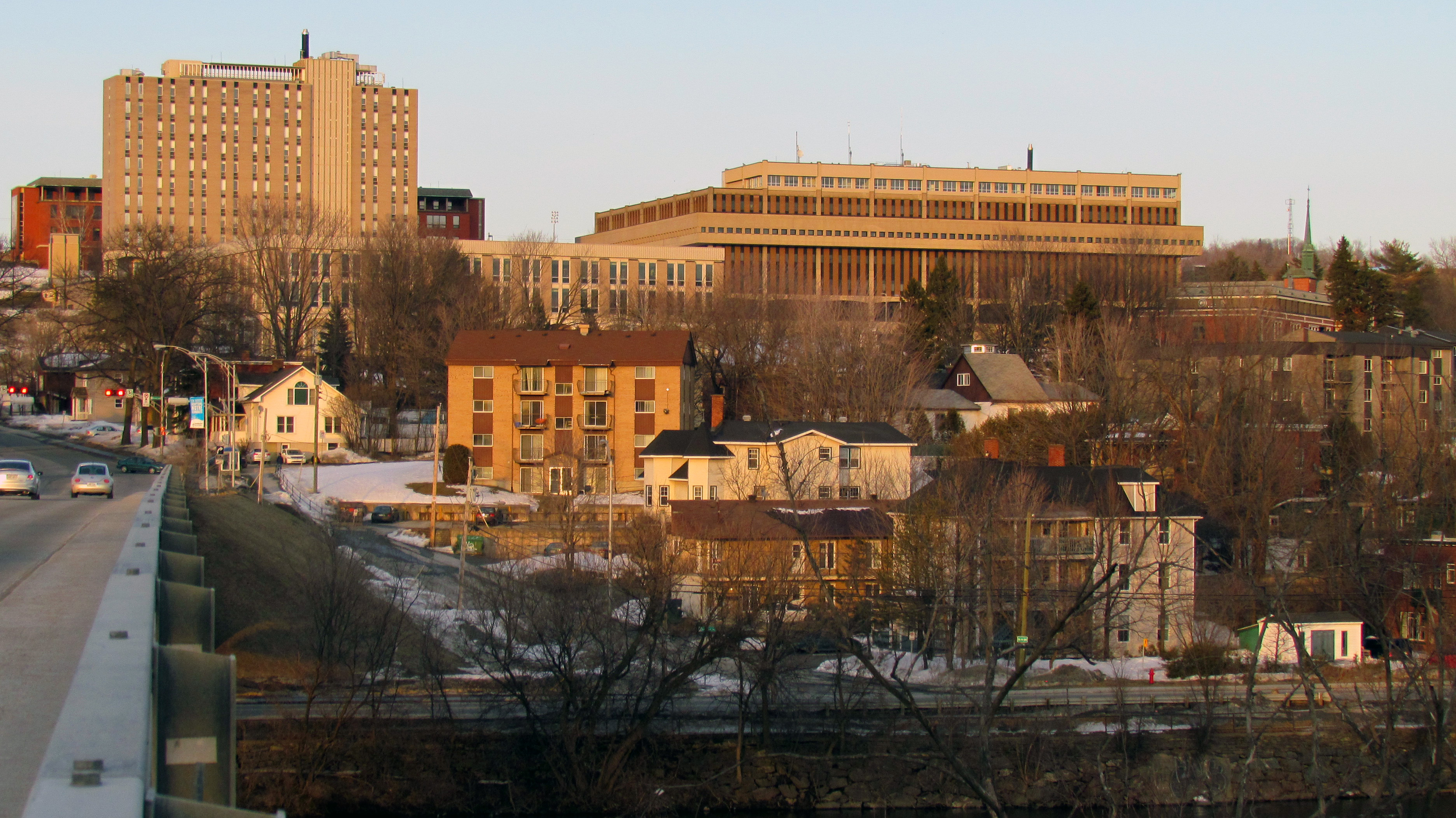
Vue du Cégep de Sherbrooke depuis le Pont Saint-François, avec les pavillons 6 et 2 en arrière-plan.

Le Collège de Sherbrooke est renommé Cégep de Sherbrooke en 2005. Au fil de son histoire, le Cégep de Sherbrooke voit apparaître divers organismes dont l'Association étudiante du Collège de Sherbrooke (AÉCS) en 1975, le Syndicat du personnel de soutien en 1977 et la Fondation du Collège en 1990.

### Campus du Cégep
Le 1er juillet 1968, le Cégep prend possession de l'École normale des garçons (pavillon 1) et de l'Institut de technologie (pavillon 2), situés dans l'ouest de la ville, pour le montant symbolique de deux dollars. Le 4 septembre 1968, le Cégep y accueille ses nouveaux étudiants pour la première rentrée scolaire de son histoire.
En 1969, pour répondre aux besoins d'une masse étudiante grandissante, le Cégep ouvre un deuxième campus situé dans l'Est de la ville au coin de la rue du Parc (maintenant rue du Cégep) et de la rue Terrill. Les installations du Cégep sont réparties sur les campus Ouest et Est pendant une période de 6 ans. En 1975, le campus Ouest ferme, les services ayant tous migré à celui de l'Est. En octobre de la même année, le campus Est du Cégep, avec ses deux nouveaux pavillons, les pavillons 1 et 2, est officiellement inauguré.

## Pavillons

### CAP (pavillon 1)

Le logo de CAP jeunesse.

Le Centre de l'activité physique (CAP) du Cégep commence ses activités en 1975. Les installations intérieures du site du Centre de l'activité physique comprennent cinq gymnases (dont une palestre), deux murs d'escalade, une piscine, une salle d'entraînement ceinturée d'une piste de jogging, un dojo, une salle de danse et une salle de relaxation. Accessibles à la population et aux étudiants, ces installations permettent la pratique d'activités physiques récréatives et l'entraînement aérobique et musculaire. La salle d'entraînement du CAP est l'une des plus grandes au Québec. Le concept architectural du CAP fut élaboré avec les professeurs du département d'Éducation physique.

### Pavillon 2

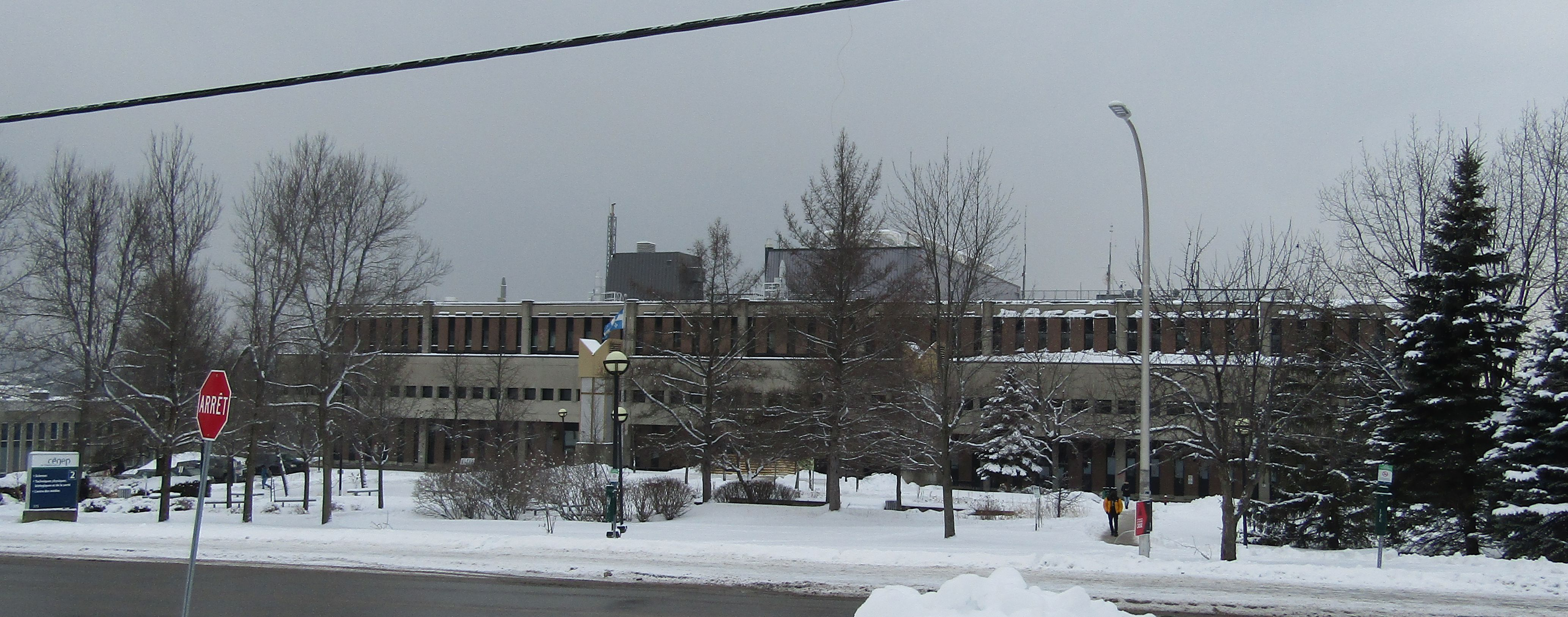
Pavillon 2. Pavillon des Sciences.

Le nouveau pavillon 2, nommé à l'époque Pavillon des Sciences, accueille ses premiers étudiants en septembre 1975. Il occupe une superficie presque équivalente à la somme de celles occupées par les pavillons 3, 4, 5 et 6. Ce bâtiment contient le Centre des médias (médiathèque du Cégep) et accueille les programmes des Sciences de la nature, des Techniques physiques et Techniques de la santé.

### Pavillon 3
Le pavillon 3, qui fut le premier pavillon du campus Est, ouvre ses portes en septembre 1969. Il occupe alors les locaux de l'École normale Notre-Dame-du-Sacré-Cœur louée à la congrégation religieuse des Filles de la Charité du Sacré-Cœur de Jésus. Le 11 décembre 1981, la nouvelle appellation de l'amphithéâtre de ce pavillon est dévoilée : la Salle Alfred-DesRochers, nommée en l'honneur du poète et journaliste sherbrookois du même nom. Il s'agit du pavillon des départements de Sciences humaines, d'Histoire et civilisation, de Technique d'éducation à l'enfance et Techniques d'éducation spécialisée et de Musique.

### Pavillon 4

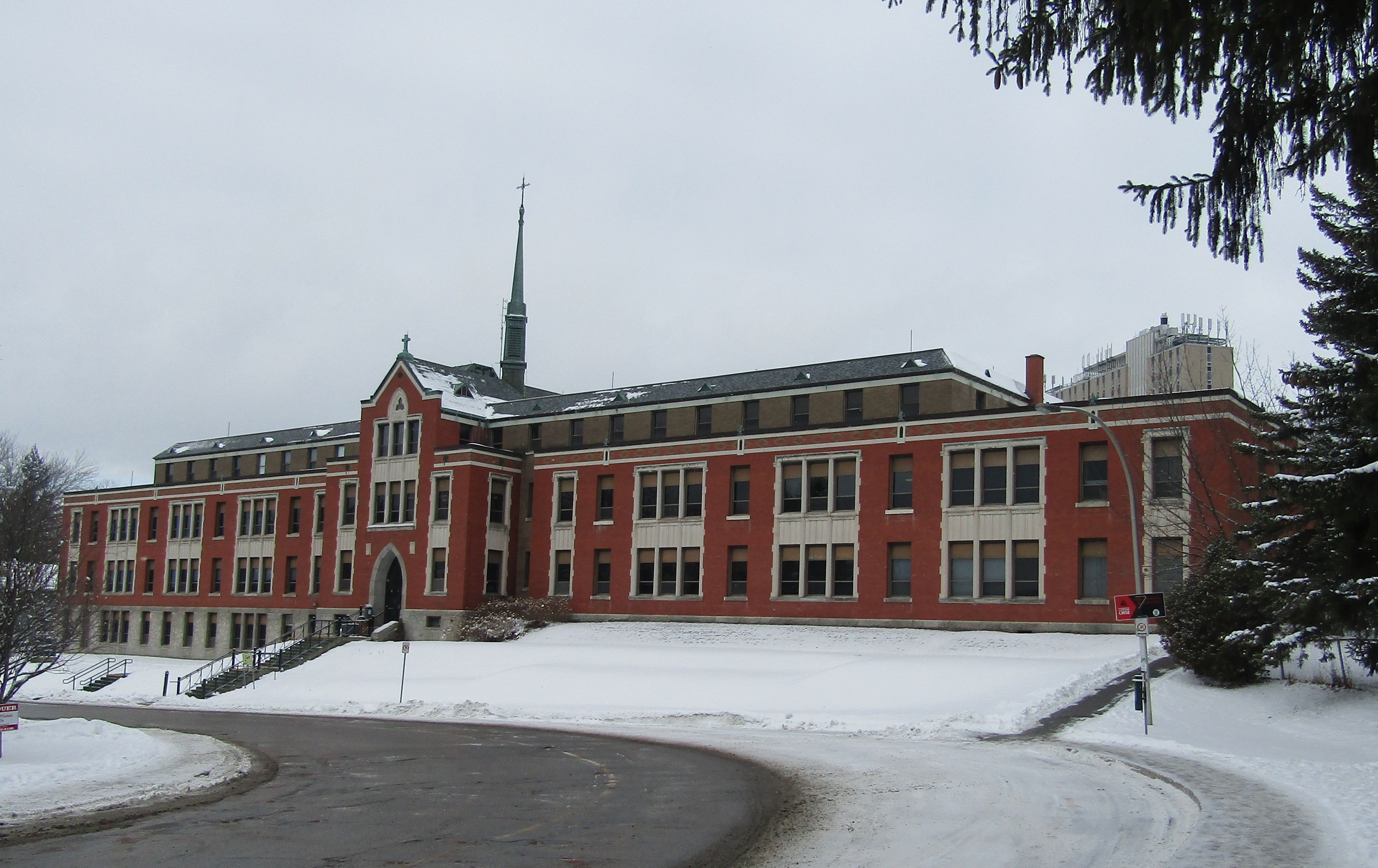
Pavillon 4, lettres et arts plastiques.

Le pavillon 4 accueille les programmes des Arts et Lettres depuis 1970 ainsi que des Arts plastiques et de Graphisme. En 1971, ses installations sont rénovées. Le bâtiment, construit en 1939, est à l'origine l'école primaire Saint-Sacrement. En 2019, un carrefour des arts a été aménagé dans le bâtiment où il sert de lieu de rassemblement pour les étudiants du programme d'arts, lettres et communication, de graphisme et d'arts visuels.

### Pavillon 5

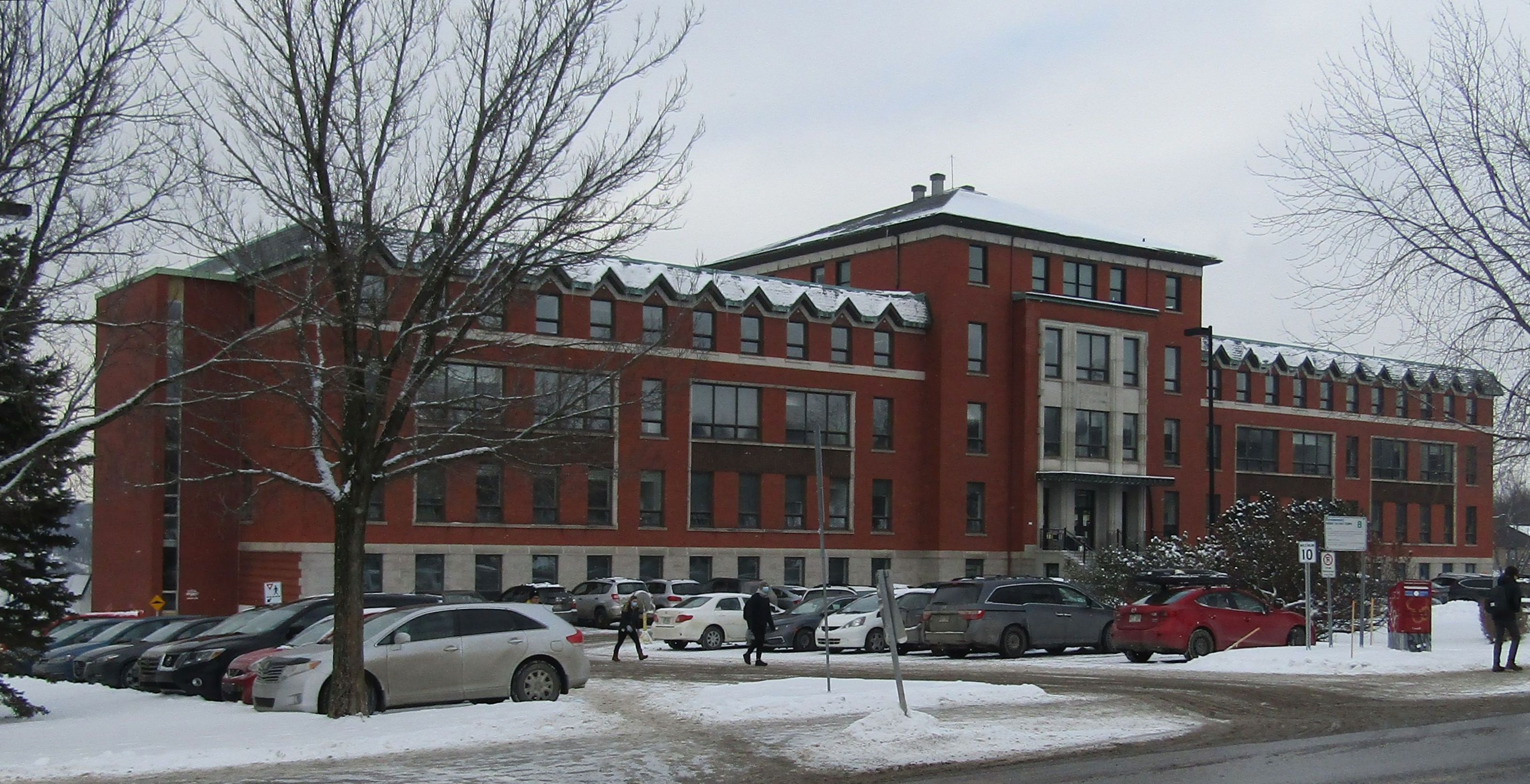
Pavillon 5, école normale Notre-Dame-du-Sacré-Cœur.

Le pavillon 5, reçoit ses premiers étudiants en 1972. Il s'agit du pavillon services administratifs et des Techniques de l'informatique, Techniques de bureautique, et Techniques administratives.
Le bâtiment appartient initialement au Sherbrooke Hospital et est racheté, en 1945, par les Filles de la Charité pour devenir le Collège du Sacré-Cœur, une école réservée aux filles. En 1969, le bâtiment est revendu au gouvernement québécois afin de devenir l'actuel pavillon 5 du Collège de Sherbrooke.

### Résidence (pavillon 6)

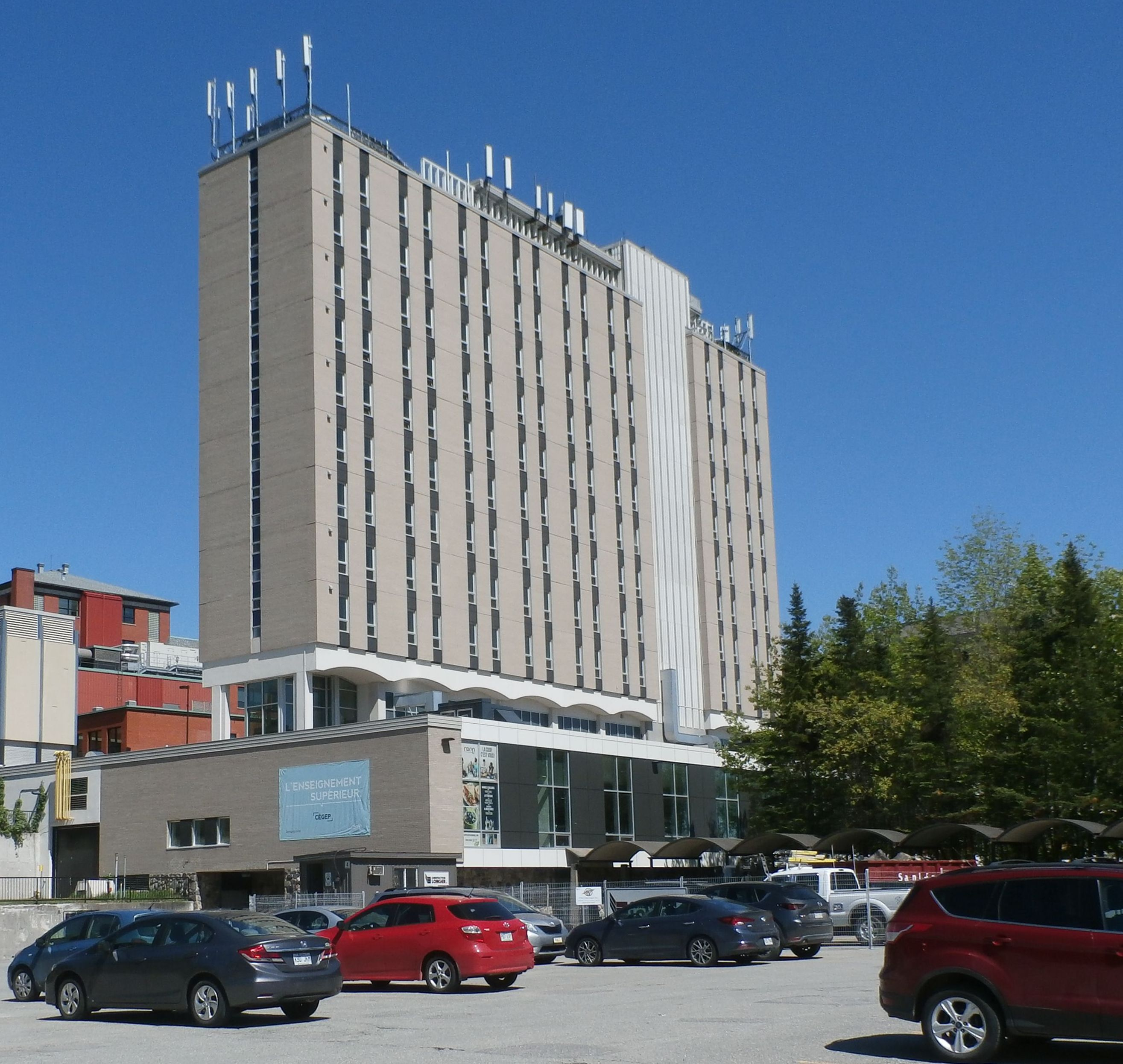
École normale et résidence terminée en 1965.

La résidence, initialement réservée aux filles, accueille ses premières occupantes en 1969. À partir de 1973, elle devient aussi accessible aux garçons. Un incendie s'y déclencha le 8 février 1977. Les résidents sont logés dans des familles et à l'hôtel pendant le nettoyage et la restauration des lieux. Le 5 janvier 1988, un second incendie survient.
Le pavillon 6 est le plus haut immeuble de Sherbrooke depuis sa création. En raison de la superstition figurant le chiffre « 13 » comme signe de malchance, le treizième étage des résidences du Cégep est identifié comme étant le quatorzième étage. Les étages inférieurs du pavillon accueillent quant à eux la cafétéria principale, les locaux de l'association étudiante ainsi que la librairie.

### Pavillon 8
Des classes sont louées par le Cégep (hors campus) à cause du manque de locaux et un apport d'étudiants élevé.

### Pavillon 9
Le pavillon 9, érigé en 2008, était constitué d'unités mobiles modulaires. Ces installations, temporaires, étaient destinées à accueillir le surplus d'étudiants à la suite de la hausse importante de la masse étudiante. Il a été enlevé au cours de l'année 2012.

### Pavillon 10

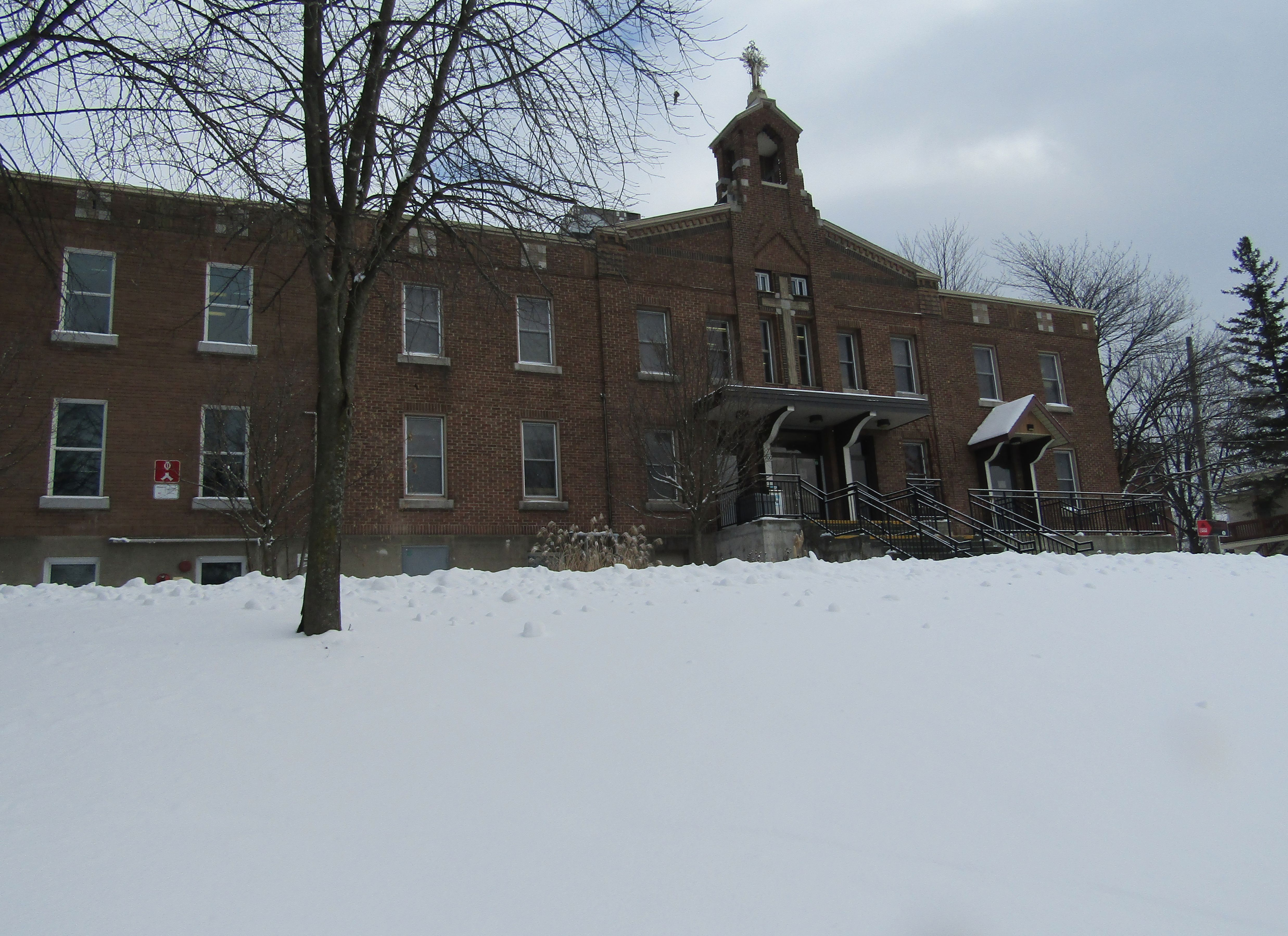
Église Très-Saint-Sacrement devenu le pavillon 10.

À la suite du financement de 310 000 $ octroyé par le Ministère de l'Éducation, du Loisir et du Sport du Québec vers la fin de l'année 2008, le Cégep de Sherbrooke acquiert l'église Très-Saint-Sacrement, construite en 1939, situé sur la rue Kennedy-Nord, afin d'en faire le pavillon 10. Le pavillon abrite le programme des Techniques policières.

## Développement durable
À la suite des demandes du comité écologique de l'association étudiante, en novembre 2006, le comité C'VIABLE (composé d'étudiants et d'employés) du Cégep dote l'établissement d'une Politique de développement durable qui se manifeste à travers la mise sur pied de programmes encourageant l'utilisation des transports en commun, le covoiturage, le recyclage, la récupération et l'économie énergétique.

### Transport en commun
Tout au long de la session scolaire, en partenariat avec la STS, le Cégep offre le transport en commun gratuit à ses étudiants inscrits à temps complet, à l'instar de l'université de la ville. Cette mesure, entreprise depuis 2007, est défrayée à 25 % par le Cégep et à 75 % par les étudiants qui doivent payer une cotisation de 50 $ par session. En 2008, le Cégep de Sherbrooke gagne le Prix québécois de l’entreprise citoyenne, dans la catégorie « moyennes entreprises » pour l'ensemble des mesures de transport durable.

## Équipes sportives

Le logo des Volontaires reprend les mêmes couleurs et la même police d'écriture (Myriad) que le logo du cégep.

Les douze équipes sportives de badminton, basket-ball, cheerleading, football, natation, soccer et volley-ball qui représentent le Cégep de Sherbrooke sont appelées Les Volontaires.

### Le football
La première équipe de football du Cégep fut créée en 1969 et exista jusqu'en 1978, dernière année pendant laquelle l'équipe de football participe au Bol d'Or après avoir remporté la sélection provinciale. En 2004, une nouvelle équipe de football des Volontaires est formée. Dès sa deuxième saison, l'équipe remporte le Bol d'Or collégial AA division 2. À sa quatrième saison, en 2007, l'équipe qui a gagné toutes les parties de sa saison remporte le Bol d'Or collégial AA division 1. L'année suivante, les Volontaires gagnèrent le Bol d’or pour une deuxième année consécutive, toujours en première division collégiale AA. Ils firent de même les années suivantes, en 2009 et en 2010 .

## Association étudiante

Ancien logo de l'AECS, représentant les lettres a, e, c et s.

Logo de l'AÉCS, actuellement utilisé. Il représente un porte-voix.

L'Association étudiante du Cégep de Sherbrooke (AÉCS) est membre de l'Association pour une solidarité syndicale étudiante (ASSÉ). Les actions et la plateforme de l'AÉCS poursuivent ainsi des objectifs de militantisme s'inscrivant dans ceux de l'ASSÉ, par exemple (mais non-exhaustivement) : l'obtention gratuité scolaire complète, la démilitarisation ou encore la défense des droits des minorités.
En plus du militantisme qu'elle pratique, l'association finance et chapeaute la plupart des comités étudiants du Cégep dont le comité souverainiste, la radio étudiante (Chok-radio), le comité femmes, le comité d'identités et orientations sexuelles et amoureuses libres ou CIOSAL (voir LGBT), le comité écologique et le journal étudiant (Rhapsodie : composition libre).
L'AÉCS offre aussi à ses membres (soit tous les étudiants du Cégep) une série de services gratuits récurrents, dont la création d'un agenda (dont la facture est montée par les finissants du programme de graphisme Studio Stage) distribué aux étudiants à chaque début d'année et la banque de livres usagés, service semestriel permettant aux étudiants de revendre leurs livres à d'autres étudiants.
L'AÉCS s'assure de la protection de plusieurs luttes sociales, telles l'environnement ou encore le féminisme. Le contenu féministe prend une place majeure au sein de l'association en 1980, afin de prendre part à un débat sur l'inégalité des sexes.

## Services aux entreprises
Depuis 1998, le Cégep de Sherbrooke abrite le Centre de productique intégrée du Québec (CPIQ), un centre collégial de transfert de technologie (CCTT) auquel il est affilié. Ce centre offre des services de recherche et développement, de soutien technique ainsi que de la formation aux entreprises et permet aux enseignants et élèves de participer à ses projets.

## Publications

### Publications externes

#### RevueChimère
Annuellement, le département des arts et des lettres du Cégep, en partenariat avec le département de graphisme, publie la revue littéraire Chimère qui rassemble des textes courts de tous genres (nouvelle, poésie, essai, etc.) soumis par les étudiants et sélectionnés par un jury.

#### ProjetRécolte musicale du printemps
À chaque printemps depuis 2004, dans le cadre du projet Récolte musicale du printemps (RMP), le département de Musique du Cégep lance un album musical anthologique de pièces musicales interprétés ou composées par les étudiants. Toutes les performances sont enregistrées par des étudiants du département au studio d'enregistrement du Cégep. Les différents albums promotionnels publiés – soit Inouïe (2004), Vibrations (2005), En portée (2006), Euphonie (2007) et Coda (2008) – s'intitulent de mots ayant un lien avec la terminologie musicale.

### Publications internes
L'histoire du Cégep est ponctuée par la parution de diverses publications destinées aux différents acteurs de sa communauté.

#### Cégep-Inter
En janvier 1971, la publication du Cégep-Inter, un hebdomadaire qui informe les étudiants et le personnel de l'actualité collégienne de l'établissement, débute. Le Cégep-Inter paraît toujours à ce jour, à sa fréquence initiale.

#### Journal étudiant
Le premier journal du Cégep de Sherbrooke, publié le 17 octobre 1968, s'appelait le Cegepoivre et fut renommé renommé La Bascule, à son troisième numéro qui sortit le 21 novembre de la même année. S'ensuivirent ensuite une série de journaux étudiants chargeant plusieurs fois de noms et d'équipe à travers les années. Le journal étudiant actuel, apparu pour la toute première fois en novembre 2009, se nomme "Rhapsodie-Composition libre". Les origines du nom sont entre autres dues à la variété et à la liberté de style et de parole qui caractérisent les articles du nouveau journal étudiant.

## Directeurs généraux
- Robert Sabourin (3 juin 1968 – 26 octobre 1976)
- René Aubry, par intérim (octobre 1976 – 7 février 1977)
- José Leroux (7 février 1977 – 18 février 1983)
- René Aubry, par intérim (février 1983 – 16 juin 1984)
- Paul Gervais (26 juin 1984 – 1990)
- Jocelyn Vallée (1991 – 2000)
- Micheline Roy (2001 – 2007)
- Sylvain Saint-Cyr (28 mai 2007[25] – 17 septembre 2009[26])
- Marie-France Bélanger, par intérim (septembre 2009 - juin 2010)
- Marie-France Bélanger (juin 2010[27] - juin 2022)
- Éric Gagné (juin 2022 -)

## Enseignants connus
- Patrick Nicol, romancier et nouvelliste
- Hugues Corriveau, poète, essayiste, romancier et nouvelliste
- Michel Gosselin, romancier et essayiste

## Élèves connus
- Pierre-Luc Dusseault, député fédéral, y a obtenu un diplôme d’études collégiales en sciences humaines.